# Makrofág asociovaný s nádorem
Makrofágy asociované s nádory (TAM) tvoří různorodou skupinu imunitních buněk, která je přítomna v nádorovém mikroprostředí pevných nádorů. Makrofágy vznikají přeměnou z monocytů a představují velmi přizpůsobivé plastické buňky, jejichž polarizace se vytváří v závislosti na okolním prostředí. Roli hraje typ nádoru, ve kterém se TAM vyskytují, jeho velikost, lokalizace a stádium onemocnění. Také samotné nádorové mikroprostředí významně přispívá ke změně fenotypu makrofágů.

## Typy
Podle vzniku a vlivu na nádor se TAM rozlišují na několik typů. Hlavní typy jsou M1 a M2. Makrofágy M1 jsou ve zvýšeném množství přítomné v raných stádiích karcinogeneze a díky produkci prozánětlivých cytokinů mají protinádorový efekt. Naopak makrofágy M2 jsou dominantním typem v pozdějších stádiích nádorového onemocnění a jejich účinek je opačný, protizánětlivými cytokiny podporují růst nádoru, jeho angiogenezi a metastazování. V závislosti na okolním prostředí však mohou mít oba krajní fenotypy M1 a M2 prozánětlivé i protizánětlivé účinky.
Makrofágy M1 jsou aktivovány klasickou cestou interferonem γ (IFNγ), lipopolysacharidy (LPS) nebo faktorem nádorové nekrózy TNF, zatímco M2 jsou aktivovány tzv. alternativní cestou přes interleukin 4 (IL-4).
Makrofágy M1 a M2 se také liší ve způsobu metabolizace aminokyseliny argininu. Makrofágy M1 využívají syntázu oxidu dusnatého (NOS), která rozkládá arginin na NO a citrulin, ten je zpětně využit k syntéze NO. Naopak M2 makrofágy exprimují enzym arginázu hydrolyzující arginin na ornitin a močovinu. Ornitin pozitivně ovlivňuje dráhy vedoucí k buněčné proliferaci a opravám tkáně, čímž podporuje vznik a vývoj nádoru.
Maturace a aktivace TAM je komplexní proces, který zahrnuje různé typy buněk z rodiny makrofágů. Vzhledem k tomu, že populace makrofágů jsou nádorově a tkáňově specifické, je klasifikace na pouhé dva typy TAM nedostatečná. K vytvoření uceleného systém TAM je nutné zahrnout jejich přirozenou dynamiku.

## Funkce
V současné době nejsou popsány všechny funkce TAM, je však evidentní, že TAM mohou podporovat nádory, způsobovat imunosupresi nebo rezistenci na léčbu. Mezi funkce podporující nádory patří zvýšení proliferace nádorových buněk, ovlivnění angiogeneze nádoru, jeho invazivity a metastazování do okolí.

### Angiogeneze
Angiogeneze nádoru je proces, během kterého nádor tvoří nové cévy zajišťující dostatek živin a kyslíku pro jeho růst. Zvýšená vaskularita (schopnost cév pronikat do tkáně) umožňuje maligním buňkám pronikat do cévního oběhu, kde cirkulují a mohou tvořit metastázy. Mezi základní mechanismy TAM podporující nádory patří sekrece proangiogenních faktorů. Jedním z nich je vaskularní endoteliální růstový faktor A (VEGF-A). Exprese VEGF je regulována hypoxickým inducibilním faktorem 1 (HIF-1), který je produkován TAM akumulovanými v hypoxických oblastech nádoru. TAM dále modulují koncentraci VEGF-A skrz matrixové metaloproteinázy a skrze produkci proteinu Wnt-7b, který indukuje endoteliální buňky k další produkci VEGF-A. Dalšími proangiogenními faktory produkovanými TAM jsou TNF-α, růstový faktor základního fibroblastu (bFGF nebo FGF-2) a urokinázový aktivátor plasminogenu (uPA).

### Suprese imunity
Část TAM exprimuje na svém povrchu receptor TIE2, na který se váže angiopoetin-2 produkovaný endoteliálními buňkami. Tato vazba umožňuje TAM asociovat s cévami a aktivovat angiogenezi skrze parakrinní signalizaci. Angiopoetin-2 také způsobuje, že TAM s receptorem TIE2 produkují faktory regulující T lymfocyty. Pod vlivem těchto faktorů dochází k omezení proliferace T buněk a ke zvýšené expanzi regulačních T buněk, které napomáhají nádorovým buňkám unikat před imunitním systémem. Nádor také produkuje faktor 1 stimulující kolonie (CSF1) podněcující makrofágy ke zvýšené produkci receptoru TIE2, čímž CSF1 společně s TIE2 hrají zásadní roli při angiogenním „přepnutí“ nádoru (angiogenní switch).
Jednou z hlavních funkcí TAM je potlačit protinádorové imunitní odpovědi T buněk. U hepatocelulárního karcinomu bylo prokázáno, že TAM produkcí ligandu 1 programované buněčné smrti PD-L1, který se váže na receptor programované buněčné smrti PD-1 na T buňkách, přímo potlačují funkci T buněk. Inhibiční signály na PD-1 (případně na CTLA-4) představují imunitní kontrolní body tzv. checkpointy, protože vazba ligandu na inhibiční receptor zabraňuje signalizaci skrze T buňky, inhibuje cytotoxické funkce T buněk a podporuje jejich apoptózu.

## Klinický význam
V mnoha typech nádorů slouží TAM jako nezávislé prognostické faktory. Přítomnost makrofágů v místě nádoru je často spojována s negativní prognózou pacienta u většiny pevných nádorů. U karcinomu prsu bylo prokázáno, že pacienti s větším množstvím M2 TAM měli vyšší stupeň histologie, zvýšenou angiogenezi a horší celkové přežití. Naopak pacienti s převahou M1 TAM vykazovali opačný efekt.